# Mal Graham
Robert Malcolm "Mal" Graham (White Plains, Nueva York, 23 de febrero de 1945) es un exjugador de baloncesto estadounidense que disputó 2 temporadas de la NBA. Con 1,85 metros de estatura, jugaba en la posición de base.

## Trayectoria deportiva

### Universidad
Jugó durante 4 temporadas con los Violets de la Universidad de Nueva York, en las que promedió 22,1 puntos y 4,8 rebotes por partido. En 1982 fue incluido en el Salón de la Fama de la universidad.

### Profesional
Fue elegido en la undécima posición del 1967 por Boston Celtics, y también por los New Jersey Americans de la ABA, eligiendo la primera opción. Llegó a un equipo plagado de estrellas, con Bill Russell como entrenador-jugador, y con gente como John Havlicek, Sam Jones o Bailey Howell como compañeros. Contó con pocos minutos de juego, que aprovechó para promediar 6,0 puntos y 2,0 rebotes, en una temporada en la que consiguió su primer anillo de campeón de la NBA.
Su segunda, y a la postre última temporada como profesional iba a ser dura. Apenas contó para su entrenador, siendo alineado en tan solo 21 partidos, jugando menos de 5 minutos en cada uno de ellos. A pesar de esta circunstancia, logró el que iba a ser sus egundo campeonato, tras derrotar a Los Angeles Lakers en 7 partidos. En el total de su corta carrera como profesional promedió 4,7 puntos y 1,7 rebotes por noche.

#### Estadísticas

##### Temporada regular
| Temporada | Edad | Equipo         | Liga | P  | TIT | MIN  | TC  | TCA | %TC  | 3P | 3PA | %3P | TL  | TLA | %TL  | R.OF. | R.DEF. | REB | ASIS | ROB | TAP | PER | FP  | PTS |
| 1967-68   | 22   | Boston Celtics | NBA  | 48 |     | 16.4 | 2.4 | 5.7 | .430 |    |     |     | 1.2 | 1.8 | .636 |       |        | 2.0 | 1.3  |     |     |     | 2.6 | 6.0 |
| 1968-69   | 23   | Boston Celtics | NBA  | 22 |     | 4.7  | 0.6 | 2.5 | .236 |    |     |     | 0.5 | 0.6 | .786 |       |        | 1.1 | 0.6  |     |     |     | 1.2 | 1.7 |
| Total     |      |                | NBA  | 70 |     | 12.7 | 1.9 | 4.7 | .398 |    |     |     | 1.0 | 1.5 | .657 |       |        | 1.7 | 1.1  |     |     |     | 2.1 | 4.7 |

##### Playoffs
| Temporada | Edad | Equipo         | Liga | P | MIN | TCA | TC | 3PA | 3P | TLA | TL | R.OF. | REB | ASIS | ROB | TAP | PER | FP | PTS | %TC  | %3P | %FT  | MIN | PTS | REB | AST |
| 1967-68   | 22   | Boston Celtics | NBA  | 5 | 22  | 2   | 5  |     |    | 1   | 3  |       | 4   | 1    |     |     |     | 3  | 5   | .400 |     | .333 | 4.4 | 1.0 | 0.8 | 0.2 |
| 1968-69   | 23   | Boston Celtics | NBA  | 2 | 3   | 0   | 2  |     |    | 0   | 0  |       | 0   | 1    |     |     |     | 0  | 0   | .000 |     |      | 1.5 | 0.0 | 0.0 | 0.5 |
| Total     |      |                | NBA  | 7 | 25  | 2   | 7  |     |    | 1   | 3  |       | 4   | 2    |     |     |     | 3  | 5   | .286 |     | .333 | 3.6 | 0.7 | 0.6 | 0.3 |